# Hanamakonda

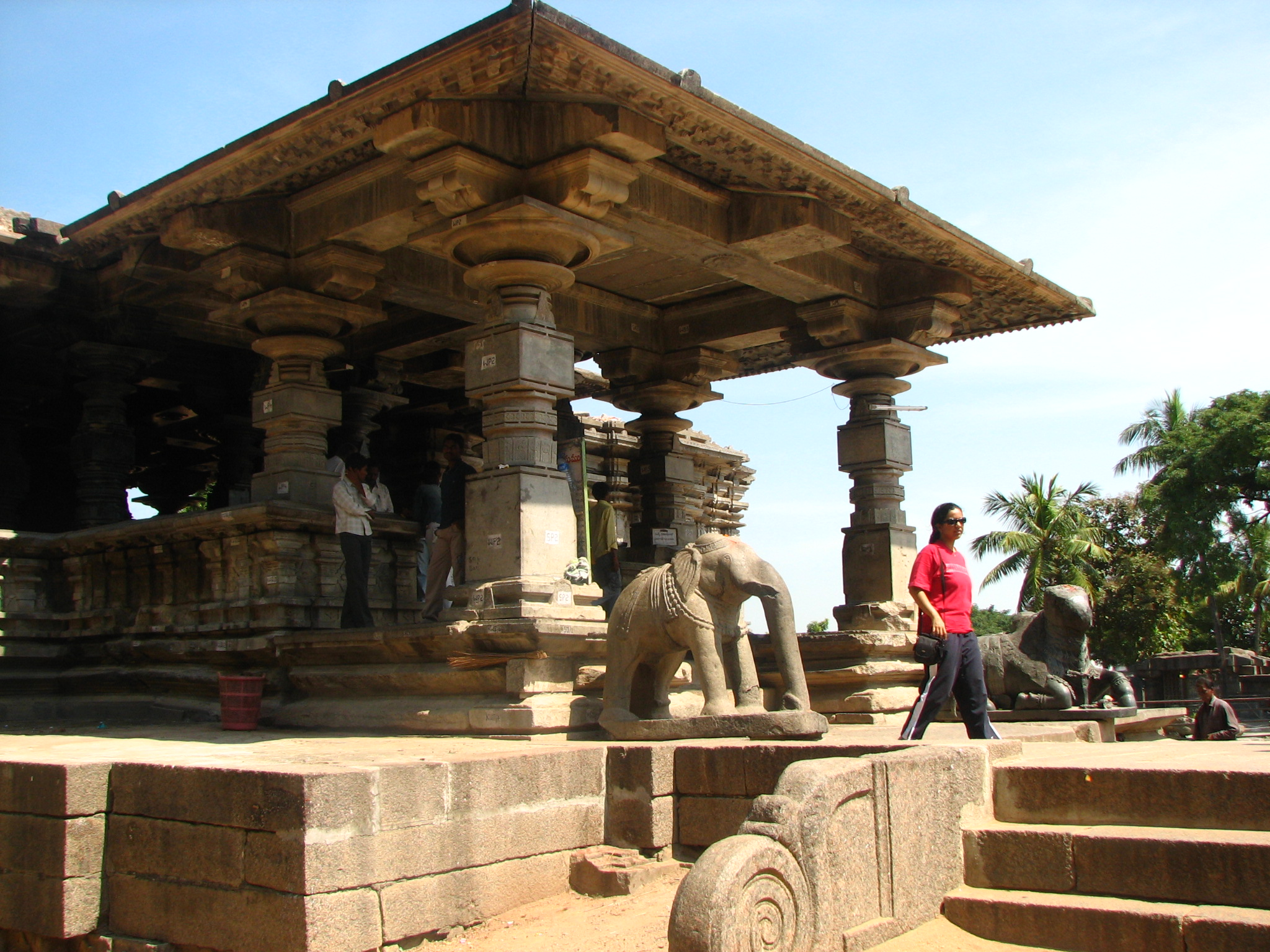
Ingang 1000-Pilarentempel, in Hanamakonda

Hanamakonda, ook bekend als Hanumakonda, Hanmakonda en Hanamkonda, is een stad in het district Warangal Urban in de Indiase deelstaat Telangana. De stad ligt tussen Kazipet en Warangal op zo'n 140 kilometer afstand van de hoofdstad van de deelstaat, Haiderabad.

## Geschiedenis
Hanamakonda was tot in de twaalfde eeuw de hoofdstad van de Kakatiya-dynastie, daarna was Orugallu (het tegenwoordige Warangal) de hoofdstad. De resten van een fort in het zuiden van Hanamakonda, op een grote heuvel, herinneren aan de tijden van de Kakatiya-koningen. Een ander bouwwerk uit die periode is de 1000-pilarentempel uit 1163, een hindoetempel die wordt beschouwd als een meesterwerk van Kakatiya-architectuur. Deze tempel is gewijd aan Shiva, Vishnu en Surya. Later werd de tempel vernield door moslims van de Tughluqdynastie. Andere tempels in Hanamakonda, of in de buurt daarvan, zijn Padmakshitempel en Siddeshwaratempel.
In de tijd dat Hyderabad een vorstenland was, was Hanamakonda de belangrijkste stad van het district Warangal. Tot 2008 was Hanamakonda een kiesdistrict voor de Lok Sabha-verkiezingen. Het kiesdistrict omvatte Kamalapur, Cheriyal, Jangaon, Ghanpur, Hanamakonda, Shyampet en Parkal.

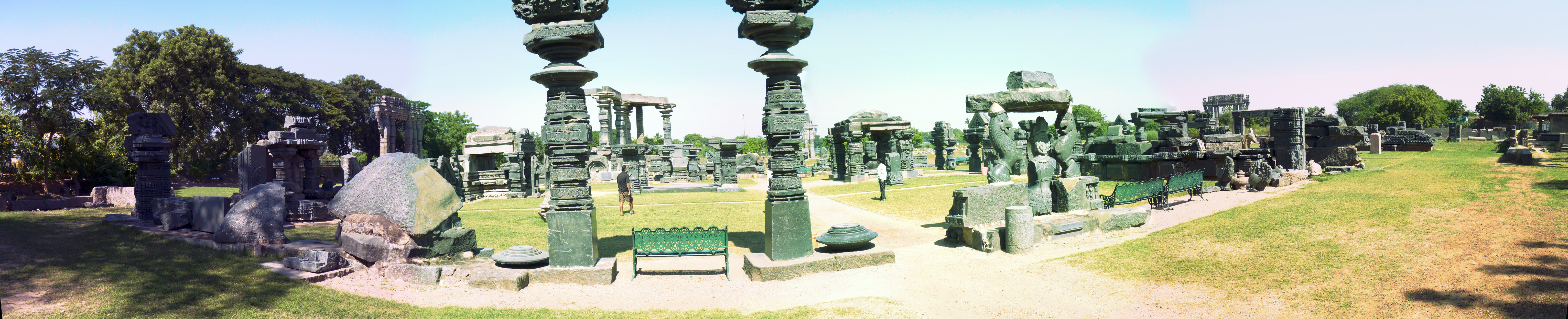
Panoramisch beeld van de ruïnes van het fort van Warangal.